# Marian Steinsberg
Marian Steinsberg (ur. 1887, zm. 1943 w Warszawie) – polski księgarz i wydawca pochodzenia żydowskiego.

## Życiorys
W 1917 został współwłaścicielem księgarni Ferdynanda Hoesicka, a od 1927 jej jedynym właścicielem. W jego wydawnictwie ukazywały się tomy poezji Skamandrytów. Wydał też w roku 1927 książkę Witkacego „Pożegnanie jesieni”.
W 1940 korzystając ze sfałszowanych dokumentów, wyjechał do Szwajcarii, lecz policja szwajcarska doszukała się fałszerstwa i przekazała go w ręce władz niemieckich. Zmarł w 1943 z głodu w getcie warszawskim.
Był trzecim mężem aktorki Mieczysławy Ćwiklińskiej (od 1933 do lata 1939).